# Нойенкирхен (Рюген)
Нойенкирхен (нем. Neuenkirchen) — община в Германии, в земле Мекленбург-Передняя Померания на острове Рюген, входит в район Померания-Рюген, и подчиняется управлению Вест-Рюген.
Население составляет 311 человек (на 31 декабря 2014 года). Занимает площадь 22,87 км².

## Состав коммуны
В состав коммуны входит 13 населённых пунктов:
- Нойенкирхен (нем. Neuenkirchen)
- Брец (нем. Breetz)
- Грубнов (нем. Grubnow)
- Лазе (нем. Laase)
- Леббин (нем. Lebbin)
- Лиддов (нем. Liddow)
- Мор (нем. Moor)
- Морицаген (нем. Moritzhagen)
- Нойендорф (нем. Neuendorf)
- Рец (нем. Reetz)
- Триббевиц (нем. Tribbevitz)
- Вирегге (нем. Vieregge)
- Цессин (нем. Zessin)

## История
В 2011 году, после проведённых реформ, район Рюген был упразднён, а коммуна Нойенкирхен вошла в район Померания-Рюген.

## Галерея

Нойенкирхен на карте района и управления
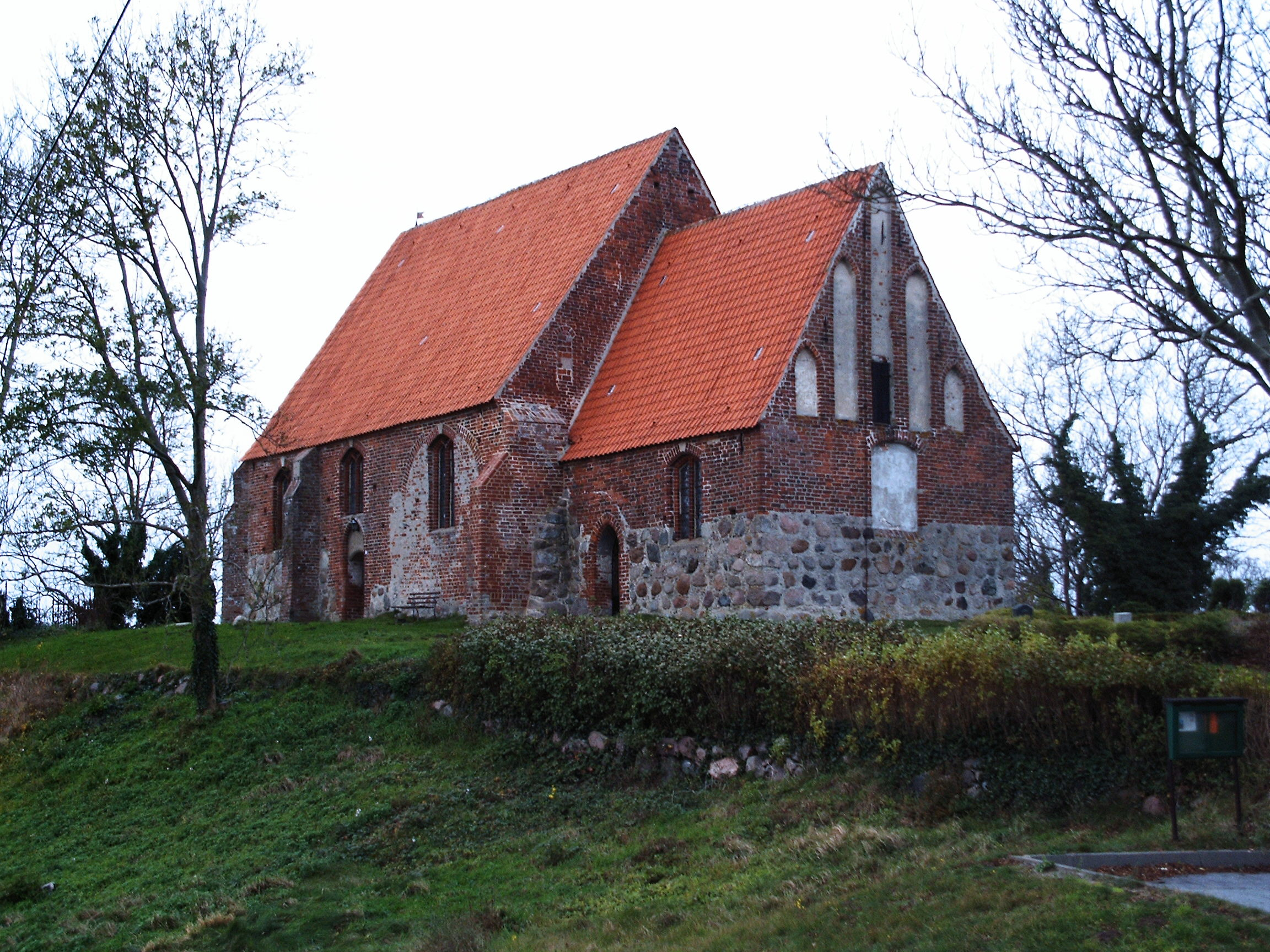
Церковь в Нойенкирхене
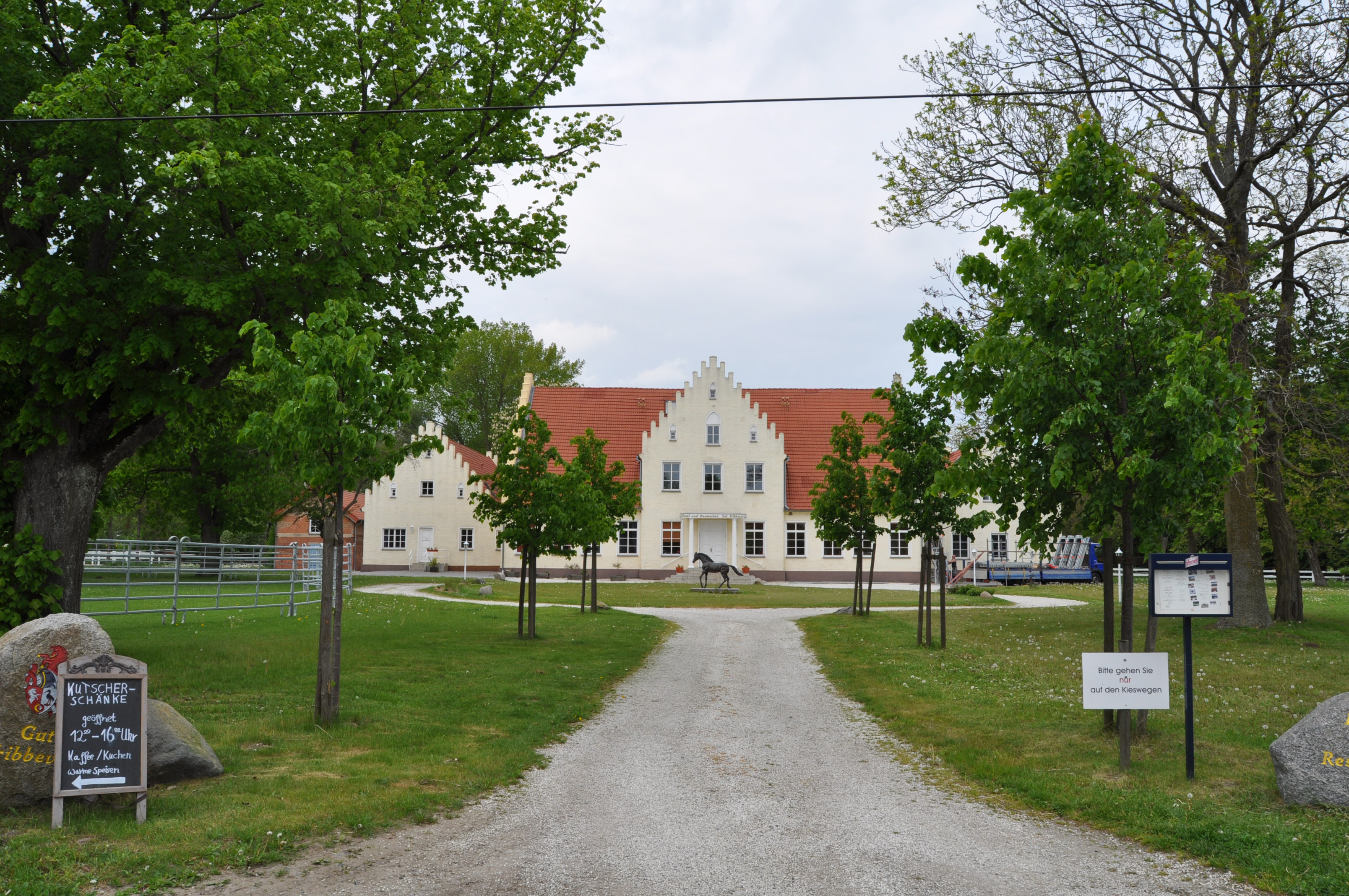
Особняк в Триббевице
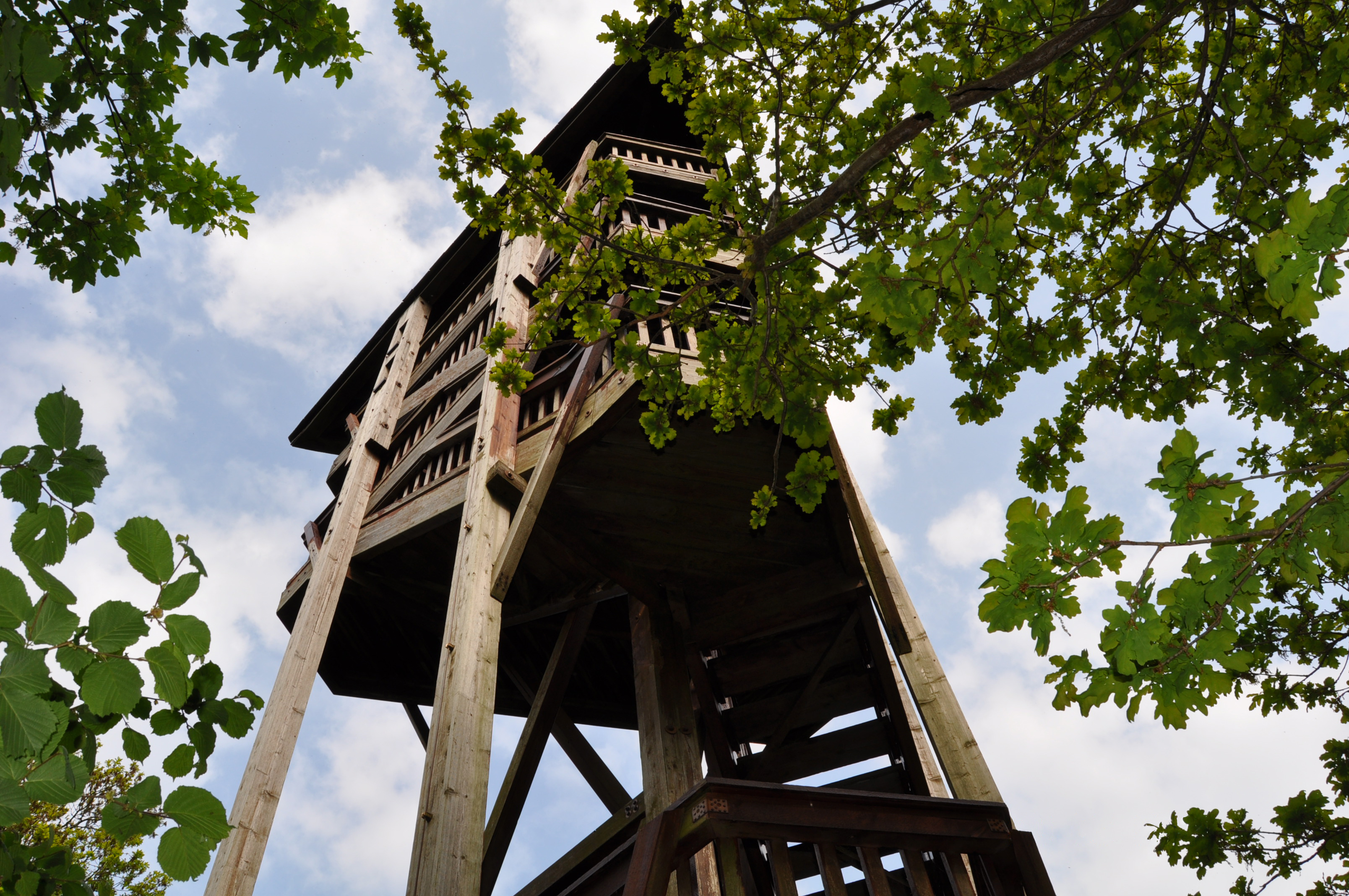
Смотровая вышка в Грубнове